# Protest the Hero
Protest the Hero är ett progressive metal/mathcore-band från Ontario, Kanada. De kännetecknas av texter som är, mer eller mindre subtilt, samhällskritiska, polyrytmik, avancerat gitarr- och basspel innehållandes tapping och sweeps och aktivt körande av hela bandet. Bandet bildades 1999 under namnet Happy go Lucky, det nuvarande namnet tog de efter ett tag och ofta går bandet under förkortningarna PTH eller bara Protest. Protest the Hero släppte 2003 EP:n A Calculated Use Of Sound och 2005 släpptes fullängdsalbumet Kezia på indiebolaget Underground Operations i Kanada.
Många av de tidiga texterna kritiserade politiska och sociala förhållanden i Nordamerika, men på senaste plattan har den rättframma kritiken tonats ner betydligt, dock så har budskapet inte förändrats.

## Bandmedlemmar
Nuvarande medlemmar
- Rody Walker - sång (2001-idag)
- Luke Hoskin - sologitarr, piano, bakgrundssång (2001-idag)
- Tim Millar - rytmgitarr, piano, bakgrundssång (2001-idag)
- Mike Ieradi - trummor (2013-idag)
- Cam McLellan - basgitarr (2013, 2014-idag)

Tidigare medlemmar
- Moe Carlson - trummor (2001-2013)
- Arif Mirabdolbaghi - basgitarr (2001-2014)

Bidragande studiomusiker
- Jadea Kelly - sång (2004-idag)
- Chris Adler - trummor (2013)

## Diskografi
Studioalbum
- 2005 – Kezia
- 2008 – Fortress
- 2011 – Scurrilous
- 2013 – Volition
- 2016 – Pacific Myth

Livealbum
- 2009 – Gallop Meets the Earth

EP
- 2002 – Search For The Truth
- 2002 – A Calculated Use Of Sound
- 2008 – Sequoia Throne: The Remix EP

Singlar
- 2008 - Sequoia Throne
- 2011 - C'est La Vie
- 2011 - Heretics & Killers
- 2011 - Hair-Trigger
- 2013 - Clarity